# Catrano Catrani
Catrano Catrani né le 31 octobre 1910 à Città di Castello en Ombrie (Italie), mort le 19 décembre 1974 à Buenos Aires, en Argentine est un réalisateur et producteur italo-argentin

## Biographie
Catrano Catrani suit des études de cinématographie au Centro sperimentale di cinematografia de Rome. En 1937 Il émigre en Argentine et s'installe à Buenos Aires, et rejoint les Estudios San Miguel. En 1942 il réalise de nombreux courts métrages publicitaires et documentaires. Il achève sa première œuvre majeure, la comédie En el último piso avec Zully Moreno dans le rôle principal.
Son premier grand succès fut Alto Paraná, une comédie costumbriste scénarisée par le romancier Velmiro Ayala Gauna, avec Ubaldo Martínez dans le rôle principal dans le rôle de Frutos Gómez, un policier démoniaque et astucieux.
En 1963, il réalise La fusilación ou El último montonero, co-écrit avec Félix Luna sur une musique de Ariel Ramírez. Ce film remporte le prix du meilleur réalisateur au Festival international du film de Saint-Sébastien

## Filmographie

### Réalisateur
- ¿De quiénes son las mujeres? (1972)
- He nacido en la ribera (1972)
- Tacuara y Chamorro, pichones de hombres (1967)
- Santiago querido! (1965)
- El último montonero (1963)
- Álamos talados (1960)
- Alto Paraná (1958)
- Al sur del paralelo 42 (1955)
- Codicia (1955)
- Mujeres en sombra (1951)
- La comedia inmortal (1951)
- Lejos del cielo (1950)
- Los secretos del buzón (1948)
- Los hijos del otro (1947)
- Llegó la niña Ramona (1945)
- En el último piso (1942)

### Producteur
- He nacido en la ribera (1972)
- Las furias (1960)
- Álamos talados (1960)
- Alto Paraná (1958)
- Al sur del paralelo 42 (1955)

### Scénariste
- Tacuara y Chamorro, pichones de hombres (1967)
- El último montonero (1963)
- Alto Paraná (1958)
- Codicia (1955)

### Acteur
- Las furias (1960)